# Auguszta Mátyás
Auguszta Mátyás   (Nagykanizsa, 17 de gener de 1968) és una exjugadora d'handbol hongaresa que va competir durant les dècades de 1980 i 1990.
El 1996 va prendre part en els Jocs Olímpics d'Atlanta, on guanyà la medalla de bronze en la competició d'handbol. Entre 1992 i 1996 va jugar 38 partits amb la selecció nacional, en què marcà 106 gols. Bona part de la seva carrera la jugà al Dunaújvárosi Kohász KA, amb qui fou la màxima golejadora de la lliga hongaresa de 1991, 1992, 2002, 2004 i 2005.